# ツメタイナミダ (Cold Tears)
「ツメタイナミダ (Cold Tears)」は、日本のロックバンドAliasのセカンドシングル。2010年4月28日に、エンターテインメント系のSNS「MySpace」にて公開。同年8月1日に着うたフルが配信された。

## 概要
- ドラムンベースのビートに、中国の楽器である二胡が全編にわたりフィーチャー、曲調やメロディーは和風と、多国籍な要素で構築されているが、Aliasの楽曲中屈指のポップソングとなっている。
- ミニアルバム「evermore」、台湾盤CDアルバム「Alias」、Valleyarm（オーストラリア）主催のコンピレーションアルバム「Absolute J-Rock」にも収録。
- マレーシアのギャルブロガーCheesieがナビゲーターを務めるWEB番組「LOVE JAPAN」の主題歌になっている。

## 収録曲
1. ツメタイナミダ (Cold Tears)
(作詞：Mai / 作曲：KiYO / 編曲：Alias / Produced by KiYO)
  - WebTV番組『LOVE JAPAN』OPテーマ
  - MySpaceモバイルランキング初登場1位